# デーデ
「デーデ」は、エレファントカシマシの1枚目のシングル。1988年3月21日にEPICソニーよりリリース。規格品番は07・5H-3017。廃盤。

## 解説
- デビューシングルであり、アルバム『THE ELEPHANT KASHIMASHI』と同時発売。
- 本作はEPのみの発売。現時点でCD化されていないシングルはこの作品のみである。
- カップリング曲の「ポリスター」はアルバム未収録となった。そのため長い間稀少音源となっていたが、1997年発売の『エレファントカシマシ ベスト』に収録された。初のアルバム収録と同時に、初CD化となった。

## 収録曲
1. デーデ (2:31)
2. ポリスター (3:43)

全作詞・作曲：宮本浩次、編曲：エレファントカシマシ